# Liga Sprawiedliwych: Zaburzenie kontinuum
Liga Sprawiedliwych: Zaburzenie kontinuum (Justice League: The Flashpoint Paradox) - pełnometrażowy film animowany z 2013 roku w reżyserii Jay Oliva.

## Fabuła
Barry Allen to jeden z kilku superbohaterów o pseudonimie Flash. Gdy był dzieckiem odnalazł swoją matkę zamordowaną. Stało się to, gdy szykowała dla niego przyjęcie urodzinowe. Jako dorosły wpadł na pomysł cofnięcia się w czasie by ją ocalić. Wystarczyło dużo szybsze niż zwykle bieganie. Skutkiem tego ocknął się w świecie, w którym ona żyje. Wszyscy wokół go pamiętają jakby egzystował w nim od zawsze, ale on nie ma z tej rzeczywistości żadnych wspomnień. Dowiedział się od matki, że jest gejem i ona to akceptuje. Sam nigdy za takowego się nie uważał. Nie ma żadnych supermocy. Lecz zmian jest dużo więcej: Liga Sprawiedliwości nie istnieje. Doszło do wojny między Amazonkami, a Atlantydą. Aquaman zatopił większość Europy. Wonder Woman obaliła Hippolitę, przejęła władzę nad Amazonkami i zdecydowała podbić Wielką Brytanię. Mordowani są wszyscy mężczyźni w sposób brutalny i bolesny, a sceny śmierci są siarczyste. Oraz wszystkie kobiety, które nie akceptują nowego reżimu. Cyborg usiłuje zwalczać obie strony konfliktu razem z Batmanem i męskimi superzłoczyńcami, którzy wyjątkowo walczą po stronie dobra. Lecz Amazonki są zbyt potężne. Batman w tym świecie to Thomas Wayne. Ojciec Brucea, który w ogromnej większości innych produkcji DC Comics jest Batmanem. Lecz w tej opowieści to Bruce został zamordowany przez bandytę po wyjściu z teatru, a rodzice przeżyli. Różni się bardzo od Batmana, którego pamięta Flash: Nie ma żadnych oporów przed zabijaniem, torturowaniem i stosowaniem broni palnej. Nie dba o swój wygląd, ma czerwone logo, jest bardziej cyniczny i zgorzkniały. Barry z wielkim trudem przekonuje go, że pochodzi z innego świata.

## Głosów użyczyli
- Justin Chambers - Flash
- C. Thomas Howell - 
  - Eobard Thawne
  - Professor Zoom
- Kevin Conroy - Bruce Wayne
- Kevin McKidd - Thomas Wayne
- Michael B. Jordan - Cyborg
- Dee Bradley Baker -
  - Etrigan
  - Top
  - Canterbury Cricke
- Steve Blum - 
  - Lex Luthor
  - Kapitan Thunder
- Sam Daly - Superman
- Dana Delany - Lois Lane
- Cary Elwes - 
  - Orin
  - Arthur Curry
  - Aquaman
- Nathan Fillion - Hal Jordan
- Grey DeLisle-Griffin -
  - Nora Allen
  - mały Barry Allen
  - Martha Wayne
  - Joker
- Jennifer Hale -
  - Iris West
  - Billy Batson
- Danny Huston - generał Sam Lane
- Danny Jacobs -
  - Cole Cash
  - Grifter
  - Leonard Snart
  - Kapitan Cold
- Peter Jessop - dr Vulko
- Lex Lang -
  - Nathaniel Adam
  - Kapitan Atom
  - Funeral Presider
- Vanessa Marshall - Wonder Woman
- Candi Mil -
  - Persefona
  - Pedro Pena
- Ron Perlman - Deathstroke
- Kevin Michael Richardson -
  - prezydent USA
  - James
- Andrea Romano -
  - Doris
  - dziennikarz w Central City
- James Patrick Stuart -
  - Steve Trevor
  - George "Digger" Harkness
  - Kapitan Boomerang
  - Orm, brat Aquamana
- Hynden Walch - Yo-Yo